# Suncheon
Suncheon ist eine Stadt in Jeollanam-do, Südkorea mit 281.722 Einwohnern (Stand: 2019).

## Wirtschaft
Die durch Ackerbau und Leichtindustrie geprägte Stadt erlebt derzeit einen wirtschaftlichen Aufschwung, den sie 
hauptsächlich ihrer Zugehörigkeit zur Gwangyang Bay Free Economic Zone verdankt, welche neben Suncheon 
auch noch die in Jeollanam-do gelegenen Städte Yeosu und Gwangyang sowie den in 
Gyeongsangnam-do gelegenen Landkreis Hadong umfasst. 2013 hat die Internationale Gartenbauausstellung in der Stadt stattgefunden, was den Tourismus der Region beleben konnte.

## Administrative Gliederung
| - Seungju-eup 승주읍 - Juam-myeon (주암면) - Songgwang-myeon (송광면) - Oueseo-myeon (외서면) - Nagan-myeon (낙안면) - Byeolryang-myeon (별량면) - Sangsa-myeon (상사면) - Haeryong-myeon (해룡면) - Seo-myeon (서면) - Hwangjun-myeon (황전면) - Woldeung-myeon (월등면) | - Hyang-dong (향동) - Maegog-dong (매곡동) - Samsan-dong (삼산동) - Jogog-dong (조곡동) - Deogyoung-dong (덕연동) - Pungdeog-dong (풍덕동) - Namjae-dong (남제동) - Jeojeon-dong (저전동) - Jungang-dong (중앙동) - Dosa-dong (도사동) - Wangjo 1-dong (왕조1동) - Wangjo 2-dong (왕조2동) |

## Sehenswürdigkeiten
Rund 15 km südwestlich des Stadtzentrums befindet sich das historische Dorf Naganeupseong, das in der Baekje-Periode (18 v. Chr. – 660 n. Chr.) gegründet und 1397 mit einer Festungsanlage versehen wurde. Die gesamte Anlage wurde am 14. Juni 1983 als nationales Kulturgut in Südkorea registriert und am 11. März 2011 auf die Tentative List zur Nominierung als Weltkulturerbe gesetzt.

## Partnerstädte
- Columbia, Missouri, USA (seit 18. Oktober 1991)
- Jinju, Südkorea

Die Stadt unterhält außerdem freundschaftliche Beziehungen mit:
- Ningbo, Provinz Zhejiang, China (seit 24. Juni 1997)
- Dandong, China
- Nantes, Frankreich

## Söhne und Töchter der Stadt
- Nam Ki-il (* 1974), Fußballspieler und -trainer
- An Jae-sung (* 1985), Tennisspieler